# Nikola Ivanišin
Nikola Ivanišin (Trebinje, 18. rujna 1923. – Zadar, 5. lipnja 2013.), hrvatski književni povjesničar i kritičar

## Životopis
Srednju školu (gimnaziju) završio je u Dubrovniku 1943. godine.
U važne događaje svog života spomenuo sjećanje na profesora Hallera od kojeg se nauči dignuti sa svoje stolice svaki put kad bi mu studenti ulazili u radnu sobu, te svakoga studenta pozdraviti na ulici. Profesorov vrlo kritičan stav poslije je razumio tako što je shvatio Hallerovu opsjednutost velikom talijanskom književnošću prema kojoj je vrlo kritički sudio hrvatsku književnost.
U Zagrebu je studirao slavistiku (jugoslavistiku, rusistiku) i talijanistiku, a diplomirao je 1951. godine. Već 1952. objavljuje prvi članak u Slobodnoj Dalmaciji. Doktorirao tezom Časopis Slovinac i slovinstvo u Dubrovniku 1878–1884 koju je obranio 1957. godine. Predavao noviju hrvatsku književnost na Odsjeku za kroatistiku zadarskoga Filozofskog fakulteta od 1959. do 1994. godine.
Stipendist Herderova instituta u Marburgu an der Lahn 1958. – 1959. godine. Direktor Jugoslavenskog seminara za strane slaviste od 1982. do 1984. i glavni urednik njihovih dviju publikacija. Predavao je i u Puli na Filozofskom fakultetu od 1997. do 2002. godine. Gostujući profesor u Marburgu, Münchenu i Krakovu.
Uređivao je časopis Matice hrvatske Dubrovnik, Zadarsku reviju i Radove Filozofskog fakulteta u Zadru. Pisao o dubrovačkoj i zadarskoj književnosti te o književnosti u dalmatinskoj periodici.  Proučavao suvremenu hrvatsku liriku, osobito fenomen hrvatskoga književnog ekspresionizma.
Osobitu pozornost posvetio je djelima Vojnovića, Krleže i Antuna Barca. Sljedbenik Barčeva pristupa književnom djelu,te proučavao njegov književno-povijesni rad. Ivanišinov prinos u proučavanju moderne hrvatske književnosti vrlo je velik, a zanimanje za djela Iva Vojnovića i hrvatskog ekspresionizma može se nazvati opsjednutošću. Prvi poslije drugoga svjetskog rata pisao o književnom kritičaru Albertu Haleru.
Bio je oduševljen hrvatskom književnošću, a oduševljenje je prenosio na svoje studente, među kojima su bili i brojni kasniji književnici, među kojima i Ivan Aralica i Luko Paljetak.
U više od dvjesta bibliografskih jedinica očitovao se kao zagovornik književnosti Detalj kao organskog fenomena i stava da je književnost sam život.
Umro je u zadarskom Domu umirovljenika.

## Djela
Glavna djela:
- Dubrovačke književne studije
- Tradicija, eksperiment, avangarda
- Ljudi, djela, uspomene
- Grada Dubrovnika pjesnik
- Fenomen književnog ekspresionizma
- Književnopovijesno djelo Antuna Barca
- Od Dživa Gundulića do Miroslava Krleže
- Profesorovi književni zapisi
- Post scriptum

- Izabrana djela, Pet stoljeća hrvatske književnosti, sv. 162., Nakladni zavod Matice hrvatske, Zagreb, 1984. (suautori Franjo Švelec, Miroslav Vaupotić, Nedjeljko Mihanović i Dubravko Jelčić)[5]
- O hrvatskoj književnosti NOB, antologija[2]

## Nagrade
Dobitnik nagrade Slobodne Dalmacije za znanost.